# Karbachmoos
Das Gebiet Karbachmoos ist ein mit Verordnung vom 22. Februar 1991 des Regierungspräsidiums Tübingen ausgewiesenes Naturschutzgebiet (NSG-Nummer 4.186) im Gebiet der baden-württembergischen Stadt Wangen im Allgäu im Landkreis Ravensburg in Deutschland.

## Lage
Das 10,5 Hektar große Naturschutzgebiet Karbachmoos gehört naturräumlich zum Westallgäuer Hügelland. Es liegt etwa 5,7 Kilometer nordwestlich der Innenstadt Wangens, zwischen den Weilern Leupolzmühle und Ruzenweiler, auf einer Höhe von 580 bis 603 m ü. NN. In den Flurkarten werden diese Gemarkungen mit Karsee und Leupolz bezeichnet.

## Schutzzweck
Wesentlicher Schutzzweck ist die Erhaltung des Karbachmooses als typische bäuerlich genutzte Flachmoorlandschaft der Talaue mit hohem Biotop- und Artenschutzwert. Das Mosaik aus Streuwiesen, Hochstaudenfluren und naturnahem Bachlauf stellt ein wichtiges Rückzugsgebiet gefährdeter Lebensgemeinschaften mit zahlreichen gefährdete Tier- und Pflanzenarten dar. Es hat eine wichtige Funktion im Feuchtgebietsverbund des Karbachtals, die durch die Unterschutzstellung gefördert werden soll.

## Flora und Fauna

### Flora
Aus der schützenswerten Flora sind unter anderem folgende Arten zu nennen:
- Echtes Mädesüß (Filipendula ulmaria), eine in fast ganz Europa heimische Pflanze aus der Familie der Rosengewächse
- Fieberklee (Menyanthes trifoliata), die einzige Art der monotypischen Gattung Menyanthes in der Familie der Fieberkleegewächse
- Gewöhnlicher Blutweiderich (Lythrum salicaria), eine Pflanzenart aus der Familie der Weiderichgewächse
- Knabenkräuter, aus der Familie der Orchideen:
  - Fleischfarbenes Knabenkraut (Dactylorhiza incarnata)
  - Kleines Knabenkraut (Orchis morio)
- Mehlprimel (Primula farinosa), eine Art aus der Familie der Primelgewächse
- Mücken-Händelwurz oder Große Händelwurz (Gymnadenia conopsea), auch aus der Familie der Orchideen
- Rundblättriger Sonnentau (Drosera rotundifolia), auch Himmelstau, Herrgottslöffel, Himmelslöffelkraut, Spölkrut oder Widdertod genannt, eine fleischfressende Pflanze innerhalb der Familie der Sonnentaugewächse
- Sumpf-Stendelwurz (Epipactis palustris), ebenso aus der Familie der Orchideen
- Trollblume (Trollius europaeus), aus der Familie der Hahnenfußgewächse
- Weißer Germer (Veratrum album), eine Pflanzenart aus der Familie der Germergewächse

### Fauna
Aus der schützenswerten Fauna sind neben verschiedenen Libellen-, Schmetterlings- und Heuschreckenarten unter anderem folgende Arten zu nennen:
- Amphibien: Bergmolch, Erdkröte, Grasfrosch, Teichmolch und Wasserfrosch
- Vögel: Braunkehlchen, Mönchsgrasmücke, Neuntöter, Teichrohrsänger und Wachtel